# Amykles
Amykles  este un oraș în Grecia în Prefectura Laconia.